# Мірошниченко Віктор Панасович

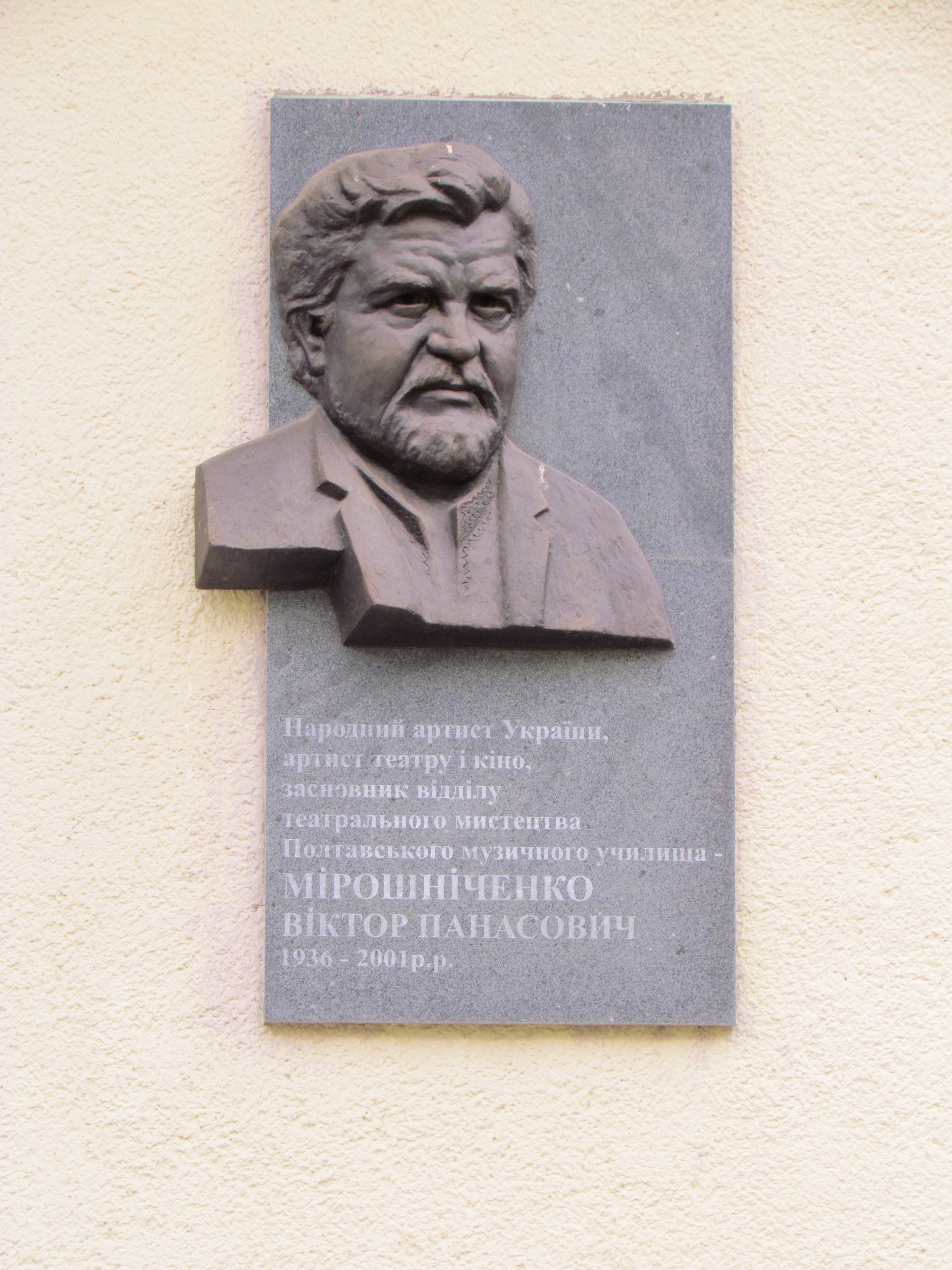
Меморіальна дошка на фасаді Полтавського музичного училища ім. Миколи Лисенка

Віктор Панасович Мірошниченко (21 вересня 1936, Полтава, Українська РСР, СРСР — 10 листопада 2001, Полтава, Україна) — радянський і український актор і театральний режисер. Народний артист УРСР (1984).

## Біографія
Пішов у школу після війни.
1962 року закінчив Харківський театральний інститут і вже у 60-х роках став актором Полтавського музично-драматичного театру імені Миколи Гоголя (1967).
Став одним із провідних акторів театру.
У 1986–1989 роках В. Мірошниченко був головним режисером театру.
1996 року, коли у музичному училищі імені Лисенка вирішили відкрити театральне відділення, Віктору Панасовичу запропонували очолити його. Працював у музичному училищі 7 років.
Недуга зламала його життя у 2001.

## Творчість
Його головні театральні роботи: Боруля, Омелько — у п'єсі «Мартин Боруля» Івана Карпенка-Карого; Терентій Бублик — у п'єсі «Платон Кречет» Олександра Корнійчука.
Був режисером спектаклів: «Ніколи не згасне» Володимира Орлова (1985), «Карусельні фарби» Генріха Сапгіра (1986), «Діти Арбата» Анатолія Рибакова (1988), «Залізна завіса» Володимира Котенка (1988).
Знявся в українському фільмі «Загублені в пісках» (1984).

## Вшанування
- Народний артист Української РСР (1984).
- Меморіальна дошка засновнику відділу театрального мистецтва Полтавського музичного училища Мірошніченко Віктору Панасовичу відкрита на фасаді будинку Полтавського музичного училища імені Миколи Лисенка, що по вул. Жовтневій, 11, у Полтаві, де він працював останні роки свого життя.

## Фільмографія
- «Берег принцеси Люськи» (1969, к/м; Михайло (Борода), геолог)
- «Узбіччя» (1978, епіз.)
- «Тихі трієчники» (1980, дядя Петя)
- «Право керувати» (1981, Кривохиж)
- «Батьки і діти» (1983, повітовий лікар)
- «Загублені в пісках» (1984)
- «Велика пригода» (1985)